# 밤빛
《밤빛》은 2021년에 개봉한 대한민국의 영화이다.

## 캐스팅
- 송재룡 : 희태 역
- 지대한 : 민상 역
- 정아미
- 강영구

## 같이 보기
- 2021년 대한민국의 영화 목록